# Союзный договор между Российской империей и Китаем (1896)
Союзный (Айгунский) договор между Российской империей и Китаем (империей Цин) был подписан в Москве 22 мая (3 июня) 1896 года. Подразумевал совместные военные действия против Японии в случае её нападения на любую из сторон, а также на Корею.
Договор также предоставил России право на постройку железнодорожной магистрали через территорию Маньчжурии (см. Китайско-Восточная железная дорога).
Договор был заключён после полного разгрома Империи Цин в Японо-китайской войне 1895 года и практически полной ликвидации китайской армии и флота, а также полного отсутствия средств у Империи Цин на восстановление армии в связи с гигантскими репарациями, наложенными на неё.
Идеологически был направлен против союза Японской Империи, Британской Империи и США.  После захвата Германией территории Цзяо-Чжоу, Россия обусловила свою помощь предоставлением ей в аренду земель в Маньчжурии и правом на прокладку КВЖД. В результате была заключена Российско-китайская конвенция 1898 года.
После поражения России в русско-японской войне 1904—1905 годов Китай смог разорвать навязанный ему союзный договор 1896 и конвенцию 1898 года. Действие договора было прекращено Портсмутским мирным договором от 1905 года.

## Источник
- Сборник договоров России с другими государствами. 1856–1917. М., 1952.
- Русско-китайский союзный договор 1896 г. К 125-летию под- писания. Сборник статей / Отв. ред. и составитель Пак Б. Б. — М. : Ин-т востоковедения РАН, 2025. — 240 с., [16] с. цв. ил. : ил. ISBN 978-5-89282-904-5